# Килевейн, Роберт Яковлевич
Ро́берт Яковлевич Килеве́йн (28 апреля 1825, Нарва — 1895, Нижний Новгород) — русский архитектор и реставратор, нижегородский губернский архитектор. Автор гражданских и церковных построек в Нижнем Новгороде.

## Биография
Начальное образование получил в частном пансионе в Нарве. В 1840 году в числе казённокоштных воспитанников ведомства путей сообщения и публичных зданий поступил в Императорскую Академию художеств. В 1842 году перешёл в Петербургское строительное училище, которое окончил в 1849 году с назначением архитектором в Казанскую строительную комиссию.
С 1852 по 1859 год состоял архитектором Родионовского института благородных девиц и почётным членом (1859 год) казанских детских приютов. С 1859 года являлся нижегородским губернским архитектором. С приездом в Нижний Новгород академика архитектуры Л. В. Даля Килевейн осуществлял строительство по его проектам многих сооружений. В 1874 году за успешные работы на Нижегородской ярмарке получил звание инженер-архитектора. В 1878—1881 годах помощником Килевейна работал архитектор-самоучка П. С. Бойцов. В 1883 году командирован в Петербург в особую комиссию под председательством С. В. Кербедза для совещания по вопросу укрепления берега Волги у нижегородской ярмарки.

## Семья
Отец земского деятеля, члена III Государственной думы Г. Р. Килевейна.

## Проекты и постройки
За время своей деятельности построил и ремонтировал более 20 церквей и около 300 различных частных зданий.

### Нижний Новгород
- Второй сиротский приют (1860—1861, улица Ульянова, 10)[2];
- Александро-Невский Новоярмарочный собор, совместно с Л. В. Далем, П. С. Бойцовым (1868—1880, ул. Стрелка, д. 3а)[4];
- Дом П. Д. Климова (1870, Большая Печёрская улица, 35)[2];
- Перестройка церкви Преображения Господня в Карповке (1870-е, Суздальская улица, 58)[4];
- Памятник над гробницей Кузьмы Минина в Спасо-Преображенском соборе кремля (1874, по проекту Л. В. Даля)[3];
- Реставрация Собора Благовещения Пресвятой Богородицы в Благовещенском монастыре (1880-е, Мельничный переулок, 8)[4];
- Реставрация церкви Собора Пресвятой Богородицы, совместно с Л. В. Далем (1880-е, Рождественская улица, 34)[4];
- Перестройка собора Происхождения Честных Древ Креста Господня (1888, Ярмарочный проезд, 10)[4];
- Вагонная фабрика на Сормовских заводах[3];
- Каменный театр, здание мукомольной мельницы братьев Башкировых и комплекс складов на нижегородской ярмарке[3].